# Eitoku Kanō
Eitoku Kanō (jap. 狩野永徳 Kanō Eitoku; ur. 16 kwietnia 1543, zm. 12 października 1590) – japoński malarz okresu Azuchi-Momoyama, reprezentant szkoły Kanō.

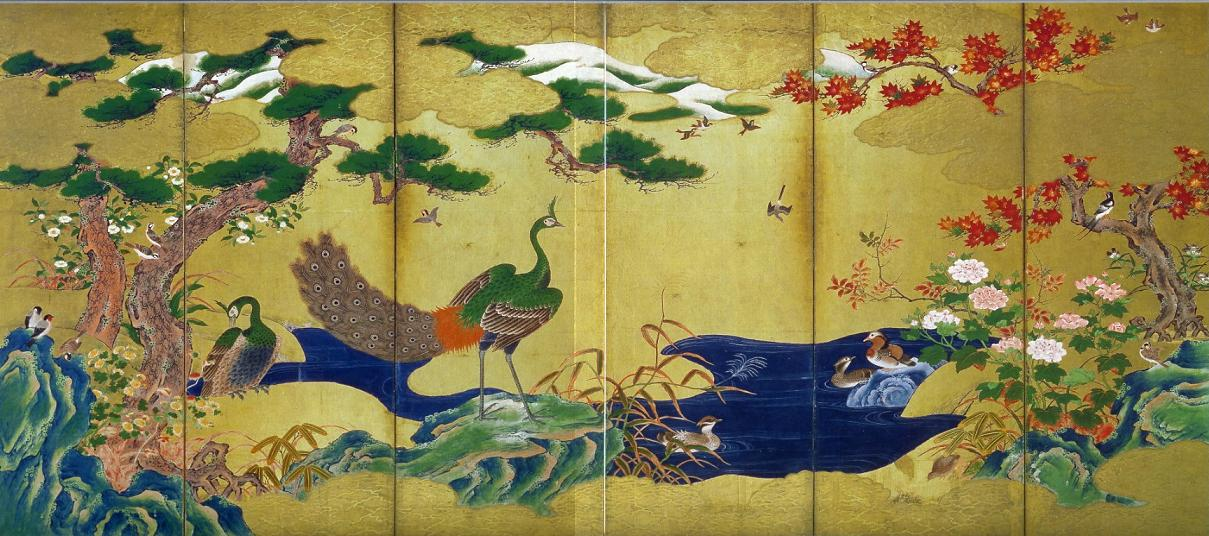
Obraz Eitoku Kanō

Wnuk Motonobu Kanō, twórcy szkoły Kanō. Malarstwa uczył go ojciec, Shōei. Pracował na zlecenie Nobunagi Ody i Hideyoshiego Toyotomi. Tworzył głównie malowidła zdobiące parawany i fusuma, wykonał m.in. dekoracje dla zamku Azuchi i pałacu Jurakudai. Wiele jego prac nie zachowało się – zostały zniszczone w trakcie wojen burzliwego okresu Azuchi-Momoyama wraz z zamkami, które zdobiły.
Rozwinął kanony artystyczne szkoły Kanō, tworząc nasycone kolorystyką monumentalne malowidła. Charakterystyczne dla jego twórczości jest złote tło obrazów. Malował tematy zaczerpnięte z natury – zwierzęta, kwiaty, drzewa, skały. Dzieła Kanō zdobią m.in. świątynie Tenkyū-in, Nanzen-ji i Daitoku-ji w Kioto.